# Charitopsis laticornis
Charitopsis laticornis  (лат.) — вид мелких паразитических хальцидоидных наездников из семейства Encyrtidae, единственный в составе монотипического рода Charitopsis. Россия (Воронежская область) и Казахстан (Кустанайская область). Длина самок 1,1—1,2 мм. Тело тёмное с зеленовато-золотисто-фиолетовым блеском. Ноги тёмные, кроме желтовато-коричневых голеней. Первоначально вид был описан в 1964 году российским гименоптерологом Владимиром Александровичем Тряпицыным в составе рода Charitopus, в 1969 году он был выделен в подрод Charitopsis, а в 1978 этот подрод был повышен до статуса самостоятельного рода.